# Chiesa di San Francesco (Vimercate)
La chiesa di San Francesco è un luogo di culto cattolico di Oreno, frazione di Vimercate, in provincia di Monza e della Brianza e facente parte del decanato di Vimercate. Adiacenti alla chiesa sono presenti i locali del convento dei frati minori cappuccini.

## Storia
La presenza dei frati francescani è documentata a Oreno già dalla prima metà del Duecento, invitati da Tebaldo de Vavassori di Oreno preposto di Vimercate, per predicare contro l'eresia catara. Per tradizione popolare i frati s'insediarono a Oreno per volontà di san Francesco medesimo che sicuramente passò sui territori. Fu concesso ai frati un'abitazione posta fuori dal borgo dalla forma di castello, forse il medesimo dove continua a essere presente la chiesa. Il primo documento a indicarne la presenza è il testamento del 22 novembre 1251 dove un certo Federico di Oreno lasciava quaranta soldi terzuoli ai frati francescani per essere sepolto nella loro chiesa, a indicare che la loro presenza era sicuramente precedente alla prima metà del XIII secolo, sia del convento che della chiesa.
Per una sede francescana il luogo della frazione sembra piuttosto discosto dai grandi centri ma fu probabilmente fondato perché in prossimità vi era la zona di Concorezzo allora centro dell'eresia catara.

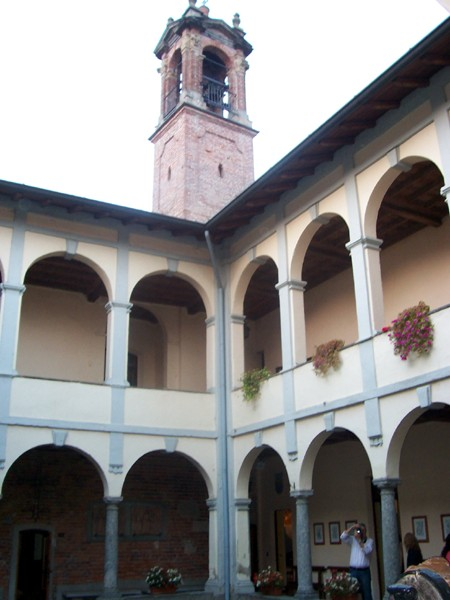
Chiostro di San Francesco

Nei primi decenni del Quattrocento la chiesa fu ingrandita e posta la cappella dedicata a san Nazaro, era infatti stato soppresso il convento femminile agostiniano nel 1426. Nel Cinquecento risulta la presenza della scuola della Beata Vergine con la cappella dedicata all'Immacolata Concezione. Il convento ospitò per sei anni il beato Amedeo da Silva e proprio in questa chiesa avvenne la sua ordinazione sacerdotale nel 1459, e dove fondò l'ordine degli Amadeiti.
Nella seconda metà del Settecento il convento venne soppresso, con decreto del 9 dicembre 1769, i frati dovettero trasferirsi nel convento francescano di Vimercate. Nel 1946 i locali del convento ospitarono per un breve periodo i frati cappuccini che dovevano predicare, questo portò di nuovo all'attenzione la chiesa e il convento che furono acquistati dal conte Giancarlo Borromeo che lo donò all'ordine dei cappuccini perché si mettessero al servizio della comunità di Oreno. Il ministro provinciale frate Benigno Re Cecconi e il cardinale Alfredo Ildefonso Schuster autorizzarono il nuovo insediamento imponendo ai frati la presenza del parroco di Oreno a presenziare le liturgie nei giorni della festa patronale di san Francesco e del Perdono d'Assisi.

## Descrizione

### Esterno
La chiesa è posta sulla piazzetta pavimentata in ciottolato, a cui si accede da uno stretto vicolo con sottopassaggio ad arco. La facciata si sviluppa su due ordini decorati da motivi curvilinei, e da due lesene laterali. Quello inferiore presenta un'alta zoccolatura e l'ingresso maggiore centrale completo di portale in pietra; due nicchie laterali ospitano le statue di san Francesco e sant'Antonio da Padova. Tra i due ordini vi è centrale un'apertura modanata atta a illuminare l'aula: L'ordine superiore ospita due decori, copia di quelli inferiori. Le lesene laterali reggono il timpano triangolare.
Il chiostro conserva tracce di un antico muro e una porta che potrebbero essere le parti originali dell'edificio monastico che fu riedificato nel Quattrocento nella forma di quadrato perfetta, vi erano originariamente tre vani a sud e a nord, una a est e corrispondente una a ovest; le stanze angolari fungevano da cucina, sagrestia, refettorio e la sala Capitolare. I locali subirono nel tempo molte modifiche.

### Interno
L'interno a navata unica presenta due soli cappelle laterali, quella di sinistra intitolata a san Giuseppe, ospita sull'altare ligneo la statua del santo titolare con il Bambino, e le statue di san Francesco d'Assisi e sant'Antonio da Padova, e a destra quella dedicata alla Madonna Assunta con la statua della Vergine posta in una nicchia posta sopra l'altare. Il presbiterio rialzato da un gradino in pietra, è anticipato dall'arco trionfale e delimitato da una balaustra marmorea. La zona presbiteriale con volta a botte termina con il coro delimitato da due aperture chiuse da due porte lignee e con copertura a vela. L'aula e il presbiterio sono completamente decorati.